# Anne-Sophie Briest
Anne-Sophie Briest (n. 21 martie 1974, Berlin, de fapt se cheamă Anne-Sophie Trautvetter, născută: Anne-Sophie Henselmann) este o actriță germană.

## Date biografice
Anne-Sophie a jucat primul ei rol la vârsta de 6 ani în RDG. Au urmat o serie de filme, printre care un serial din 1994, cu rolul lui Natalie o prostituată minoră. În 2001 apare pentru prima oară într-o revistă playboy. Anne-Sophie Briest are un fiu și o fiică în 2008 a deschis o școală bilinguală.

## Filmografie
- 1994: Natalie - Endstation Babystrich
- 1995: Polizeiruf 110 Schwelbrand
- 1995: Knallhart daneben
- 1996: Sylter Geschichten: Der Prinz von Kampen
- 1996: OP ruft Dr. Bruckner: Wahrheit und Lüge
- 1996: Ein starkes Team: Eins zu eins
- 1996: SOKO 5113: Stefan
- 1997–1998: Mama ist unmöglich ca Caroline ‚Caro‘ Voss #1 (serialele 1–16)
- 1997: Natalie - Die Hölle nach dem Babystrich
- 1998: Zwei Brüder: Kaltes Herz
- 1998: Natalie - Babystrich online
- 2001: Natalie - Das Leben nach dem Babystrich
- 2003: Natalie - Babystrich Ostblock
- 2003: Die Wache: In schlechter Gesellschaft
- 2007: Die Frau vom Checkpoint Charlie
- 2007: Keinohrhasen
- 2008: In aller Freundschaft ca Stefanie Kerr (2 serii)
- 2008: Fünf Sterne ca Verena (1 serial)
- 2009: Schlaraffenland